# Église d'Hanko
L'église d'Hanko (en finnois : Hangon kirkko) est une église en briques située à Hanko en Finlande. 

## Aspect d'origine et dommages de guerre
L'église est conçue par Johan Jacob Ahrenberg. On la fabrique avec des briques rouges de 1890 à 1892. dans un style néogothique
Elle a des tours latérales.
En 1940, selon le Traité de Moscou, la  péninsule de Hanko, les eaux environnantes et leurs 400 îles sont louées à l'URSS pour lui servir de base navale ; le bail débute le 23 mars 1940 et l'URSS abandonne la zone le 2 décembre 1941. Hanko a beaucoup souffert pendant la guerre et la période de location : les bombardements ont causé des dommages et des bâtiments publics ont été détruits à l'explosif comme le château d'eau de Hanko. L'église est à proximité du château d'eau et pendant l'occupation soviétique elle sert de théâtre et de cinéma. L’explosion du château d'eau a fortement endommagé l’église que l'on a pensé à en construire une nouvelle après guerre.

## Réparation des dommages
L’église est toutefois réparée au début des années 1950 et elle est inaugurée en 1953.
L'aspect de l'église a été fortement transformé, les tours latérales et les riches décorations des façades sont abandonnées. Les murs sont crépis en gris. Même l'aspect intérieur est modifié. Le style de l'église devient fonctionnaliste.
En 1973, on construit une nouvelle sacristie, avec un petit baptisphère.
La même année l'intérieur est restauré sur les plans de Lars Rejström.
En 1992, on restaure à nouveau l'intérieur de l'église
Le vitrail du mur de l'autel avait été muré. En 2004 Gunnel Helander et Carita Heinrichs rouvrent l'orifice et y reposent un vitrail.